# 网上仇恨言论
网络仇恨言论是一种在网络上发表的言论，目的是基于种族、宗教、民族血统、性取向、残疾和/或性别攻击某个人或某个群体。 网络仇恨言论很难定义，但可以通过其所起的贬低或非人性化作用来识别。  
《公民权利和政治权利国际公约》等多边条约试图界定其轮廓。多利益相关方进程（例如《拉巴特行动计划》）试图带来更大的清晰度和建议的机制来识别仇恨信息。国家和地区机构一直在努力促进对这一术语的理解，使其更加扎根于当地传统。 
互联网的速度和覆盖范围使得政府很难在虚拟世界里执行国家法律。社交媒体是公众表达的私人空间，这给监管者带来困难。一些拥有这些空间的公司对打击网络仇恨言论变得更加积极主动。 

### 定义
仇恨言论的概念涉及言论自由与个人、集体和少数民族权利的冲突，也涉及尊严、自由和平等的概念。它并不容易定义，但可以通过它的功能来识别。 
在国家和国际立法中，仇恨言论是指基于目标的社会和/或人口身份，煽动伤害的表达，包括歧视、敌视、激进化、言语和/或身体暴力行为。仇恨言论可能包括但不限于鼓吹、威胁或鼓励暴力行为的言论。这一概念还可延伸至培养偏见和不容忍气氛的言论，因为这种言论可能加剧有针对性的歧视、敌意和暴力袭击。在政治选举等关键时刻，仇恨言论的概念可能容易被操纵；煽动仇恨言论的指控可能会在政治对手之间互相交换，或被当权者用来压制异议和批评。仇恨言论（无论是通过文字、图像还是声音表达）可以通过其所起的贬低或非人性化作用来近似识别。  
法律学者和政治理论家杰里米·沃尔德伦 (Jeremy Waldron)认为，仇恨言论始终包含两条信息：第一，让群体外的成员感到不受欢迎或感到害怕；第二，让群体内的成员感到他们的仇恨信仰是合法的。 

### 网络仇恨言论的特征
联合国人权理事会少数群体问题特别报告员观察到，网络仇恨言论泛滥带来了一系列新的挑战。 为打击仇恨言论而创建的社交网络平台和组织都认识到，网上传播的仇恨言论越来越普遍，并引起了前所未有的关注，以制定适当的应对措施。 据专门收集全球网络仇恨言论实例的网络应用程序HateBase称，大多数仇恨言论都是针对特定种族和国籍的个人，但针对宗教和社会阶层的仇恨煽动行为也在增加。 
尽管网络上的仇恨言论与线下类似的表达并无本质区别，但网络内容及其监管仍面临着独特的挑战。这些挑战与其永久性、流动性、匿名性以及复杂的跨司法性质有关。

### 持久性
仇恨言论能够以不同的形式在多个平台上长期存在，并可重复链接。正如网络仇恨预防研究所首席执行官 Andre Oboler 所说：“内容存在的时间越长，对受害者造成的伤害就越大，作恶者也更加猖獗。如果你在早期阶段就删除这些内容，就可以限制其曝光。这就像清理垃圾一样，它并不能阻止人们乱扔垃圾，但如果不采取措施，问题只会越积越多，进一步恶化。”  Twitter上围绕热门话题组织的对话可能会促进仇恨信息的快速广泛传播， 但它们也为有影响力的演讲者提供了机会，让他们可以避开这些信息，并可能终止煽动暴力的热门帖子。相反， Facebook可能会允许多个帖子同时进行，且不被注意，从而形成更持久的空间，冒犯、歧视和嘲笑某些个人和群体。 

### 巡回
网上仇恨言论可能四处传播。即使内容被删除，它也可能会在其他地方得到表达，可能是在同一平台上以不同的名称或在不同的在线空间中。如果某个网站被关闭，它可以通过监管不太严格的网络托管服务或重新分配到对仇恨言论有更高门槛的法律的国家来快速重新开放。仇恨言论的流动性质还意味着，过去无法得到公众表达和支持的不成熟想法或受影响行为，现在可能会出现在大量受众可以看到的地方。 

### 匿名
匿名性也给处理网络仇恨言论带来了挑战。互联网讨论可能是匿名的，甚至可能是假名的，这可以让人们更安全地表达自己的观点，但也同样容易加速破坏性行为。 正如哨兵计划运营总监德鲁·博伊德所说，“互联网赋予个人说出可怕言论的能力，因为他们认为不会被发现。这就是网络仇恨言论如此独特的原因，因为与在现实生活中处理他们所说的话的后果相比，人们更愿意说出仇恨言论。” 中国和韩国对社交媒体实施实名制政策。 Facebook 、 LinkedIn和Quora都试图启用实名制，以更好地控制网络仇恨言论。这些措施引起了强烈争议，因为它们被认为侵犯了隐私权及其与言论自由权的交集。
许多网络仇恨言论都是由网络“喷子”发布的，他们通常是使用假名的用户，发布令人震惊、粗俗且总体上不真实的内容，目的显然是引发负面反应，但如果读者与他们持有相同观点，也可能是为了影响或吸引读者接受他们的信仰。 社交媒体还为激进和极端的政治或宗教团体提供了一个平台，让他们可以组建、建立网络和合作，传播反建制和反政治正确的信息，并宣扬种族主义、反女权主义、恐同、恐跨性别等信仰和意识形态。 完全匿名的在线交流很少见，因为它要求用户采用高度技术性的措施来确保自己不容易被识别。 

### 跨司法管辖区蔓延
另一个复杂因素是互联网的跨国影响力，引发了有关打击仇恨言论的法律机制方面的跨司法管辖区合作问题。尽管欧洲、亚洲和北美洲都已签订了司法协助条约，但这些条约的执行速度通常很慢。许多私营部门互联网中介机构的跨国影响力在某些情况下可能为解决问题提供更有效的渠道，尽管这些机构也经常受到跨司法管辖区数据诉求的影响（例如披露某一特定内容作者的身份）。 不同的司法管辖区对仇恨言论也有独特的定义，这使得起诉那些可能在较不严格的司法管辖区寻求庇护的肇事者变得困难。 
与通过传统渠道传播仇恨言论不同，网络仇恨言论的受害者可能难以知道应该向谁求助，因为平台、当地执法机构以及发表仇恨言论的个人或群体的当地执法机构都可能觉得这个问题不属于他们的管辖范围，即使有仇恨言论政策和法律。非政府组织和游说团体一直在提高人们的认识，并鼓励不同利益相关者采取行动。 

### 人工智能
一些科技公司，例如Facebook ，使用人工智能（AI）系统来监控仇恨言论。 然而，人工智能可能并不总是一种监控仇恨言论的有效方式，因为系统缺乏人类的判断能力。 例如，用户可能会发布或评论一些被归类为仇恨言论或违反社区准则的内容，但如果目标单词拼写错误或某些字母被符号替换，人工智能系统将无法识别它。这一弱点导致人们越来越多地试图通过故意拼写错误来规避审查算法，例如在新冠肺炎疫情期间，对疫苗犹豫不决的人会将“vaccines”写成“vachscenes”。 因此，人类仍然需要监控监控仇恨言论的人工智能系统；这是人工智能技术中一个常见的问题，被称为“自动化的最后一英里”， 意味着最后 10% 或 1% 的工作是最难完成的。

### 框架

#### 风暴前线先例
2014年伊斯兰恐怖主义事件发生后，人们普遍呼吁采取更多限制或干预措施，以遏制互联网传播仇恨和暴力的可能性，就好像线上和线下暴力之间的联系是众所周知的一样。相反，正如下面的例子表明，外表往往具有欺骗性。 Stormfront被认为是第一个“仇恨网站”。 该网站由前三K党领导人于 1995 年 3 月创办，很快便成为讨论新纳粹主义、白人民族主义和白人分裂主义相关思想的热门空间，首先是在美国，然后是在全球范围内。 该论坛呼吁发动种族圣战，并煽动人们使用暴力抵制移民。 并被认为是招募活动分子和可能协调暴力行为的场所。 为数不多的探究风暴前线身份的研究实际上描绘出了一幅更为复杂的图景。而不是将其视为协调行动的空间。著名的极右翼活动家指责该论坛只是“键盘侠”的聚会。例如，据 De Koster 和 Houtman 报道，其中一位活动家表示：“我读过论坛上的不少文章，我发现论坛上大肆宣传，但实际却没有什么进展。激进主义/政治部分本身就很荒谬。[...] 更不用说只有四个人参加的集会了。” 更能说明问题的是该网站的常客对这些指控做出的一些回应。正如其中一人所说：“当然，我有权发表意见，但不必积极付诸行动。[...] 我不参加示威游行，也不加入任何政党。如果这让我成为一名键盘侠，那没关系。这样我感觉很好。[...] 我并不为此感到羞耻。” 德·科斯特和霍特曼只调查了 Stormfront 的一个全国性分会和一个不具代表性的用户样本，但上述答案至少应该提醒人们，即使在主要功能是承载极端主义观点的空间中，也要谨慎对待将言论和行动联系起来的假设。 南方贫困法律中心 2014 年发布的一项研究发现，该网站的用户“据称在过去五年中造成了近 100 人被谋杀”。 

### 国际原则
许多国际人权文件和条约中并没有明确提到仇恨言论，但是一些与人类尊严和言论自由有关的原则却间接地提到了仇恨言论。例如，为回应第二次世界大战的暴行而起草的 1948 年《世界人权宣言》第 7 条规定了在法律下享有平等保护的权利，该条宣称：“人人有权享受平等保护，以免受违反本宣言的任何歧视行为以及煽动这种歧视的任何行为之害。”  《世界人权宣言》还规定，每个人都有言论自由的权利，包括“持有意见而不受干涉的自由，以及通过任何媒体和不论国界寻求、接受和传递信息和思想的自由。” 
《世界人权宣言》在制定人权保护框架和议程方面发挥了决定性作用，但该宣言不具有约束力。随后，一系列具有约束力的文件相继出台，为言论自由和防止歧视提供更有力的保护。 《公民权利和政治权利国际公约》针对仇恨言论，第 19 条规定了言论自由权 ，第 20 条规定禁止宣扬仇恨言论，以免构成煽动歧视、敌视或暴力其他更有针对性的国际法律文书也包含对仇恨言论的定义和确定应对措施有影响的条款，例如： 《防止及惩治灭绝种族罪公约》 （1951 年）、《消除一切形式种族歧视国际公约》 （ICERD）（1969 年），以及在较小程度上影响深远的《消除对妇女一切形式歧视公约》 （CEDAW）（1981 年）。 

### 仇恨言论与《公民权利和政治权利国际公约》
《公民权利和政治权利国际公约》是有关仇恨言论及其管制的辩论中最常提到的法律文书，尽管它没有明确使用“仇恨言论”一词。第 19 条经常被称为“公约核心”的一部分， 规定了言论自由权。它规定了权利，并且还包括一般限制，任何权利的限制都必须符合这些限制才合法。第 19 条之后是第 20 条，该条明确规定，在“鼓吹民族、种族或宗教仇恨，煽动歧视、敌视或暴力”的情况下，言论自由受到限制。 该条款可谓是体现了对仇恨言论的一种特殊概念，因此将其纳入的决定引起了强烈争议。人权事务委员会是联合国根据《公民权利和政治权利国际公约》设立的监督该公约实施情况的机构，该委员会意识到了这种紧张局势，并试图强调第 20 条与言论自由权完全兼容。 在《公民权利和政治权利国际公约》中，言论自由权不是一项绝对权利。在特定情况下，各州可以合法地对其进行限制：
“3. 行使本条第2款规定的权利时，必须履行特殊的义务和责任。因此，可能要受到某些限制，但这些限制只能是法律规定的，并且是必要的：（a）为了尊重他人的权利或名誉；（b）为了保护国家安全或公共秩序，或公共卫生或道德。” 
第 19（3）条和第二十条之间，对言论自由权的限制有可选性和强制性的区别。第 19（3）条规定，对言论自由的限制“因此可以受到某些限制”，只要这些限制是法律规定的，并且是出于某些合法目的所必需的。第 20 条规定，任何鼓吹（某些种类的）仇恨，构成煽动歧视、敌视或暴力的行为“应受法律禁止”。尽管有迹象表明，言论犯罪行为的严重性应在第 20 条下受到法律禁止，但情况仍然很复杂。 特别是在概念化以下三者的明确区别时，存在一个灰色地带：（i）仇恨表达，（ii）鼓吹仇恨的表达，以及（iii）具体构成煽动歧视、敌意或暴力等实际危害的仇恨言论。尽管各国有义务禁止被视为“煽动歧视、敌意或暴力的宣扬仇恨的言论”，正如第 20（2）条所规定的那样， 但如何解释这种言论，却没有明确的定义。 

### 其他国际法律文书

#### 消除种族歧视委员会
1969 年生效的《消除一切形式种族歧视国际公约》（ICERD）对于概念化仇恨言论形式也有影响。 《消除一切形式种族歧视国际公约》与《公民权利和政治权利国际公约》有三点不同。 其对仇恨言论的概念化具体限于涉及种族和民族的言论。第四条（a）款规定，缔约国：“应宣布所有传播基于种族优越性或仇恨的思想，煽动种族歧视，以及所有针对任何种族或其他肤色或族裔群体的暴力行为或煽动此类行为的行为，以及向种族主义活动提供任何援助，包括对其资助，均为应受法律惩处的犯罪行为；《消除种族歧视国际公约》要求缔约国履行的这一义务也比《公民权利和政治权利国际公约》第20条的规定更为严格，该条规定将不一定煽动歧视、敌视或暴力的种族主义思想定为犯罪。”
一个重要的区别在于意图的问题。 《公民权利和政治权利国际公约》引入的“鼓吹仇恨”概念比《消除一切形式种族歧视国际公约》中描述的歧视性言论更为具体，因为它要求考虑作者的意图，而不是孤立的表达——这是因为《公民权利和政治权利国际公约》将“鼓吹”解释为要求有散播仇恨的意图。 消除种族歧视委员会在其第 29 号一般性建议中积极处理仇恨言论问题，委员会在该建议中建议缔约国：“(r) 采取措施，防止传播种姓优越性和低劣性思想或试图为针对世系社区的暴力、仇恨或歧视辩护的任何行为；(s) 采取严厉措施，防止任何煽动针对世系社区的歧视或暴力的行为，包括通过互联网煽动此类行为；(t) 采取措施，提高媒体专业人员对世系歧视的性质和发生率的认识；” 
这些观点体现了《消除一切形式种族歧视国际公约》对于表达方式传播的参照，对互联网具有重要意义。在某些网络环境中表达想法可能立即就等同于传播这些想法。对于那些已经开始扮演公共角色的私人空间来说，这一点尤其重要，就像许多社交网络平台的情况一样。 

### 种族灭绝公约
与《消除一切形式种族歧视国际公约》类似，《防止及惩治灭绝种族罪公约》旨在保护按种族、国籍或民族划分的群体，但其条款也扩展至宗教群体。对于仇恨言论，《防止及惩治灭绝种族罪公约》仅限于公开煽动种族灭绝的行为，即“故意全部或部分消灭一个民族、族裔、种族或宗教团体的行为”，无论此类行为是在和平时期还是战争时期实施。 具体来说，国际法并没有深入探讨基于性别的仇恨言论（与歧视行为不同）。 

### 消除对妇女一切形式歧视公约
《消除对妇女一切形式歧视公约》于 1981 年生效，该公约规定各国有义务谴责对妇女的歧视并“防止、调查、起诉和惩罚”基于性别的暴力行为。 

### 区域反应
大多数区域文书没有具体条款规定禁止仇恨言论，但它们普遍允许国家限制言论自由——这些条款可适用于具体案件。 

### 美洲人权公约
《美洲人权公约》第 19（3）条对言论自由的限制与《公民权利和政治权利国际公约》类似。美洲国家组织还通过了另一项关于言论自由原则的宣言，其中包括一项具体条款，指出“事先对言论的真实性、及时性或公正性进行限制，与国际文书中承认的言论自由权不相容。” 美洲法院建议，“滥用信息自由不能通过预防措施来控制，而只能通过随后对犯有滥用行为的人实施制裁来控制。” 法院还对愿意限制言论自由的国家提出了检验标准，因为它们需要遵守以下要求：“a）存在先前确定的责任理由；b）法律对这些理由有明确和准确的定义；c）所寻求实现的目的的合法性；d）表明这些责任理由对于确保上述目的是‘必要的’。” 美洲体系有一位言论自由特别报告员，他对仇恨言论进行了全面的研究。他总结说，美洲人权体系在一个关键点上与联合国和欧洲的做法有所不同：美洲体系涵盖并限制真正导致暴力的仇恨言论，并且只有这样的言论才能受到限制。 

### 非洲人权和人民权利宪章
《非洲人权和民族权利宪章》第 9 条第 (2) 款采取了不同的方法，允许对权利进行限制，只要这些权利“在法律范围内”。这一概念受到了批评，关于所谓的“追回”条款及其解释的法律研究也有很多。 批评主要针对各国可以操纵自己的立法并削弱言论自由权的本质。 《非洲言论自由原则宣言》对言论自由的限制提出了更高的标准。该法规定，“不得以公共秩序或国家安全为由限制言论自由权，除非存在损害合法利益的真实风险，并且损害风险与言论自由表达之间存在密切的因果关系。” 

### 开罗伊斯兰人权宣言
1990 年，伊斯兰会议组织（后更名为伊斯兰合作组织，OIC）通过了《开罗伊斯兰人权宣言》（CDHRI），呼吁将言论定为犯罪，这种犯罪范围不仅限于即将发生暴力的情况，还包括“表现出明显的不容忍和仇恨的行为或言论”。 

### 阿拉伯人权宪章
2004 年，阿拉伯国家联盟理事会通过了《阿拉伯人权宪章》，其中第 32 条规定了与在线交流相关的内容，因为该宪章保障“意见和言论自由，以及通过任何媒介寻求、接受和传递信息和思想的权利，不论地理界限。” 该宪章在第 2 款中允许对在线交流进行广泛的限制：“此类权利和自由应按照社会的基本价值观念行使。” 

### 东盟人权宣言
《东盟人权宣言》第23条规定了言论自由权。 《宣言》第七条规定了一般限制，确认“人权的实现必须在地区和国家背景下考虑，同时考虑到不同的政治、经济、法律、社会、文化、历史和宗教背景。” 

### 欧洲联盟基本权利宪章
《欧盟基本权利宪章》第11条宣布了言论自由的权利，其中有一项条款禁止滥用权利。它声称，《宪章》不得被解释为暗示任何“比其规定范围更广的限制”。 一个意味着严格必要性和相称性检验的限制的例子是《欧洲人权公约》中关于言论自由的规定，该规定强调行使言论自由伴随着义务和责任。它“可能受到法律所规定的、在民主社会中为国家安全、领土完整或公共安全所必需的手续、条件、限制或处罚的约束，为防止混乱或犯罪，为保护健康或道德，为保护他人的名誉或权利，为防止泄露秘密收到的信息，或为维护司法机构的权威和公正。” 
欧洲人权法院谨慎区分仇恨言论和个人自由表达观点的权利，即使其他人感到被冒犯。 有一些地区性事件特别与网络仇恨言论有关。欧洲委员会(CoE) 于 2000 年发布了《关于打击通过互联网传播种族主义、仇外心理和反犹太主义材料的一般政策建议》。  2001 年，欧洲委员会制定了《网络犯罪公约》，对调查权力方面的相互协助进行了规范，并为签署国提供了处理计算机数据的机制，其中包括跨国网络仇恨言论。  2003年，欧洲委员会颁布了《网络犯罪公约》附加议定书，专门针对网络上种族主义和仇外心理的表达。该公约及其议定书开放供欧洲以外国家签署和批准，加拿大、南非等其他国家已成为该公约的成员国。该议定书规定，成员国有义务将网上种族主义和仇外侮辱定为犯罪，“（i）以种族、肤色、血统、民族或族裔出身以及宗教为由对某些人进行侮辱，并且以这些因素中的任何一个为借口；或（ii）以这些特征中的任何一个为由对某些人进行侮辱。” 

### 私人空间
社交网络平台、互联网服务提供商或搜索引擎等互联网中介机构在其服务条款中规定了如何干预允许、限制或引导特定内容的创建和访问。大量的网络互动发生在超越国家管辖范围的社交网络平台上，这些平台也对仇恨言论形成了自己的定义和应对措施。对于违反服务条款的用户，其发布的内容可能会从平台上删除，或者限制其访问权限，仅限某一类用户（例如居住在特定国家/地区以外的用户）查看。 
服务协议条款中所包含的原则以及每家公司为确保其实施而制定的机制，对人们在网上表达自我以及免受仇恨言论侵害的能力有着重大影响。大多数中介机构都必须与国家政府进行谈判，谈判的程度因中介机构的类型、公司注册的地区和适用的法律制度而异。正如 Tsesis 所解释的那样，“如果互联网上的传输是在特定位置发送和接收的，那么特定法院就有管辖权来起诉在互联网上进行的非法活动。” 互联网服务提供商受国家立法的影响最直接，因为他们必须位于特定国家才能运营。搜索引擎虽然可以出于自我监管或商业原因修改搜索结果，但它们越来越倾向于适应其注册所在司法管辖区和其提供服务的其他司法管辖区的中介责任制度，要么主动删除内容链接，要么根据当局的要求删除内容链接。 
所有私营公司运营的互联网中介机构也应尊重人权。这是联合国人权事务高级专员办事处制定的《工商企业与人权指导原则》所规定的。该文件强调企业通过尽职调查尊重人权的责任。原则 11 规定：“企业应当尊重人权。这意味着企业应当避免侵犯他人的人权，并应当解决其所涉及的不利的人权影响。” 联合国指导原则还指出，在人权受到侵犯的情况下，企业应当“通过合法程序提供或配合补救措施”。 对于互联网中介和仇恨言论概念，这意味着企业应当确保采取措施提供相应的回应。 

### 社会反应

#### 案例研究

##### 美国趋势小组
皮尤研究中心于 2020 年 7 月对 10,000 多名成年人进行了调查，以研究社交媒体对政治和社会正义行动的影响。 23% 的受访者是成年社交媒体用户，他们表示社交媒体内容导致他们对政治或社会正义问题的看法发生了积极或消极的改变。  35% 的受访者提到了“黑人的命也是命”运动、警察改革和/或种族关系。  18% 的受访者表示，他们对政党、意识形态、政客和/或特朗普总统的看法发生了变化。  9% 的受访者提到了社会公正问题，例如LGBTQIA+权利、女权主义、移民等。  8% 的受访者改变了对COVID-19 疫情的看法，10% 的受访者提出了其他观点。 根据这些结果，社交媒体在影响舆论方面发挥着重要作用。

#### 媒体操纵和网上虚假信息
研究人员爱丽丝·马维克（Alice Marwick）和丽贝卡·刘易斯（Rebecca Lewis）开展的一项研究观察了媒体操纵行为，并探讨了另类右翼如何通过营销、网络和合作来影响他们的有争议的信念，而这些信念可能有助于影响特朗普总统在2016 年大选中的胜利。与主流媒体不同，另类右翼在影响力方面不需要遵守任何规则，也不需要担心网络收视率、观众评论或耸人听闻。   另类右翼团体可以在任何平台上，以他们想要的方式，直言不讳地、傲慢地分享和说服他人接受他们的有争议的信仰，  可能在 2016 年大选中发挥了作用。虽然该研究无法得出究竟对选举产生了怎样的影响，但确实对媒体操纵和网络喷子的特征进行了广泛的研究。 

#### 网络游戏中的仇恨言论和语言定性
教授兼游戏玩家Kishonna Gray研究了网络游戏社区中的交叉压迫，并呼吁微软和游戏开发商“批判性地评估非传统游戏玩家在网络社区中的体验……承认多样性……[并且]默认的游戏人群正在部署霸权的白人和男性气质，损害了该领域内有色人种和/或非男性用户的利益。”  Gray 研究了网络游戏社区中的性别歧视和种族歧视。当看不到其他玩家时，游戏玩家会尝试通过语言分析来识别队友和对手的性别、性取向和种族背景。 由于虚拟游戏领域的氛围紧张，以及无法不被看到、找到或面对面对抗，游戏玩家往往会在虚拟游戏中说出一些在公共场合不会说的话。许多边缘社区的玩家脱离了全球游戏网络，加入了仅由相同性别、性取向和/或种族身份的玩家组成的“部落”，以避免在游戏时受到歧视。一项研究发现，78% 的在线游戏玩家都在“公会”中玩游戏，公会是规模较小的玩家团体，类似于“部落”。 其中最著名的“部落”之一 Puerto Reekan Killaz 创建了一个在线游戏空间，LGBTQIA+ 社区的黑人和拉丁裔女性可以在这里玩游戏，不用担心种族歧视、本土主义、同性恋恐惧症、性别歧视和性骚扰。 
除了仇恨言论之外，教授兼游戏玩家丽莎·中村 (Lisa Nakamura) 发现，许多游戏玩家都经历过身份旅游，即一个人或一个团体冒充另一个团体的成员，就像中村观察到的白人男性玩家扮演日本“艺伎”一样。 身份旅游常常导致刻板印象、歧视和文化挪用。 中村呼吁网络游戏社区认识到 Cybertyping ——“互联网宣传、传播和商品化种族和种族主义形象的方式。” 

#### 反亚裔仇恨行为者的反华言论
据停止仇恨亚裔美国人/太平洋岛民 (Stop AAPI)组织统计，截至 2020 年 8 月，超过 2,500 名亚裔美国人报告遭遇了因新冠疫情而引发的种族歧视，其中 30.5% 的案例包含反华言论。这些事件中使用的语言分为五类：恶毒的仇恨、把中国当替罪羊、反移民本土主义、对中国人的种族主义描述和种族诽谤。在这些被报道的事件中，60.4% 属于恶毒仇恨言论，其中包括“把你的中国屁股离我远点！”之类的短语

#### 巴基斯坦
针对宗教和少数民族、妇女和其他社会边缘群体的网络仇恨言论和网络欺凌长期以来一直是巴基斯坦伊斯兰共和国淡化或忽视的问题。    
网络上和现实生活中针对阿赫迈迪亚派的仇恨言论导致了他们遭受大规模迫害。 
2014 年 6 月 7 日，南亚倡议组织BytesForAll和APC成员项目发布了一项关于巴基斯坦网络仇恨言论的研究。 

该研究包括两个独立阶段：
- 559名巴基斯坦网民参与了一项在线调查。
- 对高影响力、高覆盖率的社交媒体和当地观众经常访问的账户上发布的材料和评论（包括文本和图像）进行内容分析。

根据该报告：
- 总体而言，92%的受访者表示“是”在网上遇到过仇恨言论，其中65%的受访者表示“经常”遇到仇恨言论。只有5%的受访者表示他们没有在网上遇到过仇恨言论。
- 超过一半（51%）的受访者表示，他们曾成为网络仇恨言论的目标。
- 绝大多数受访者表示，他们在Facebook上遇到过仇恨言论（91%）。Facebook是唯一一个超过半数受访者表示遇到过此类言论的网络/媒体。
- 女性（56%）和LGBT群体（55%）被认定为仇恨言论的主要目标。16%的受访者表示男性也是目标。
- 在巴基斯坦的宗教宗教目标中，总体受访者表示，针对什叶派伊斯兰教什叶派 (70%) 和阿赫迈迪亚|阿赫迈底亚派 (61%) 的仇恨言论明显较高。
- 当被问及在网上看到过针对哪个群体的仇恨言论时，61% 的受访者表示他们看到过与阿赫迈底亚派有关的仇恨言论，仅次于什叶派（70%）。
- 在外国人方面，受访者确定的主要目标是犹太人（57％），美国人（51％）和印度人|印度人（51％）。
- Facebook 上仇恨言论攻击的两个最大群体是政客（占所有仇恨言论的 38%）和广播/新闻广播媒体团体成员（10%）。这些针对国家支柱的攻击构成了所分析的 Facebook 页面上所有仇恨言论的近一半。人身攻击占仇恨言论的另外 20%，而针对印度人/印度教徒的仇恨言论则占总数的 70%。
- 从语言角度来看，Facebook 上记录的仇恨言论主要以罗马乌尔都语（74%）为主，其次是英语|英语（22%）和乌尔都语脚本（4%）。
- Twitter 上记录的仇恨言论主要针对印度人/印度教徒（60%），以及人身攻击和网络欺凌（41%）。其他主要目标包括政客（11%）、巴基斯坦人（10%）和媒体人士/团体（7%）。Twitter 上记录的仇恨言论主要包括针对德奥班迪派（2%）、什叶派（2%）、伊玛目（1%）和穆斯林神职人员（1%）的攻击，以及针对穆斯林/伊斯兰教徒（1%）的一般性攻击。
- 从语言角度来看，Twitter 上收集到的仇恨言论主要以英语|English（67%）为主，其次是罗马乌尔都语（28%）和乌尔都语脚本（5%）。

#### 缅甸
互联网以前所未有的速度发展。缅甸正在向更加开放和开放的过渡，这导致社交媒体出现仇恨言论和煽动暴力等负面现象。  2014 年，联合国人权理事会少数群体问题特别报告员对媒体和互联网上错误信息、仇恨言论以及煽动暴力、歧视和敌视行为的传播表示担忧，特别是针对少数群体的行为。 网上日益紧张的局势与实际暴力事件同时发生，造成数百人死亡，数千人流离失所。 这一进程中的一个挑战与少数民族和宗教有关。 2013 年，缅甸西部若开邦因争端而爆发的冲突造成 43 人丧生。 一年前，一起涉嫌强奸案引发的种族暴力事件造成 200 多人死亡，数千人流离失所。 在此背景下，新的网络空间迅速涌现，尽管只占总人口的一小部分，但却以新的形式反映了一些根深蒂固的紧张局势。 处理网上的不容忍和仇恨言论是一个新出现的问题。 Facebook 已迅速成为初次上网的公民的首选平台。在这种环境下，一些个人和团体主张更积极地使用媒体，尤其是在感受到正义感的保护并声称要捍卫国家利益时。政治人物也出于特定目的而使用网络媒体。社交媒体中，有人使用贬义词来指称少数群体。 在这种复杂局势下，各种行为体已开始行动起来，寻求采取应对措施，避免进一步发生暴力事件。 Facebook 一直致力于在监控缅甸社交网络平台使用情况方面发挥更积极的作用，与当地组织发展合作伙伴关系，并提供缅甸语版本的报告问题指南。  
当地公民社会强烈呼吁公开谴责网络仇恨言论的传播，同时呼吁采取审查制度的替代措施。最具创新性的回应之一是“Panzagar”，在缅甸语中意为“花的演讲”，这是博主兼活动家Nay Phone Latt发起的一项公开反对仇恨言论的运动。该计划的目标是提供一个快乐的例子，展示人们如何在线上和线下进行互动。 当地活动人士一直专注于寻求当地的解决方案，而不是试图动员全球公民社会来解决这些问题。这与其他一些能够吸引世界关注相对被忽视的问题的在线活动形成了鲜明对比。诸如“拯救达尔富尔联盟”为苏丹内战所发起的倡议，或者“隐形儿童”组织通过“科尼2012”运动谴责圣灵抵抗军的暴行，都是很受欢迎的例子。正如对这些活动的评论所指出的那样，这种全球性的反应可能会对找到当地解决方案的能力产生负面影响。 

#### 埃塞俄比亚
2019–2020
埃塞俄比亚奥罗莫人和阿姆哈拉人之间长期存在的种族对抗在Facebook上找到了战场，导致了仇恨言论、威胁、虚假信息和死亡。 Facebook 没有能够解释埃塞俄比亚主要语言的事实核查人员，也没有提供社区标准的翻译，因此 Facebook 上的仇恨言论在埃塞俄比亚基本上不受监控。相反，Facebook 依靠活动人士来标记潜在的仇恨言论和虚假信息，但许多倦怠的活动人士感到自己受到了不公平的对待。 
2019 年 10 月，埃塞俄比亚活动人士贾瓦尔·穆罕默德 (Jawar Mohammed)在 Facebook 上错误地宣布警方将以宗教和种族紧张局势为由拘留他。这引发了社区对拘留他的抗议以及种族和民族紧张局势的发生，最终导致 70 多人死亡。 
Facebook 上发起了一场针对埃塞俄比亚奥罗莫族流行歌手Hachalu Hundessa的虚假信息活动。这些帖子指责亨德萨支持备受争议的总理阿比·艾哈迈德，而奥罗莫民族主义者则反对阿比·艾哈迈德迎合其他族裔。 2020 年 6 月，亨德萨因在 Facebook 上发布仇恨言论引发公众愤怒而被暗杀。 Facebook 用户在一长串充满仇恨的内容中，在没有任何证据的情况下，将亨德萨的遇刺事件归咎于阿姆哈拉人。 据反仇恨言论网络称，许多 Facebook 帖子呼吁“对一个民族或宗教进行种族灭绝攻击 — — 或同时进行两者；并命令人们烧毁平民的财产，残忍地杀害他们，并使他们流离失所。” 街头和 Facebook 上的暴力行为不断升级，导致埃塞俄比亚政府关闭了互联网三周。然而，邻国仍然可以发布和访问此事的仇恨内容，志愿者活动者无法访问互联网来举报仇恨言论。因此，哈姆林大学恩达克·查拉教授表示，“来自海外侨胞社区的长达数小时的视频充斥着极端主义内容，声称我们需要消灭这个族群”。 
Facebook 官员冒险前往埃塞俄比亚进行调查，但没有公布调查结果。 Facebook 宣布正在招聘能说阿姆哈拉语和其他埃塞俄比亚语言的管理员，但没有提供详细信息。 
2020 年末至 2021 年
2020 年 11 月，提格雷战争爆发，各方均犯下战争罪行，可能构成危害人类罪，期间也出现了网络仇恨言论。 2021 年 11 月，在网络社交媒体的仇恨言论中，记者、政客和亲联邦政府活动人士称提格雷族人为“叛徒”，呼吁邻居“清除”他们，并呼吁当局将提格雷族人拘留在“集中营”。根据2021 年埃塞俄比亚紧急状态，联邦法律允许大规模拘留提格雷族人。

### 私营企业
互联网中介机构对仇恨言论制定了不同的定义，并制定了规范仇恨言论的准则。有些公司不使用“仇恨言论”一词，但有一个与之相关的术语描述列表。 

#### 雅虎
雅虎的服务条款禁止发布“非法、有害、威胁、辱骂、骚扰、曲解、诽谤、粗俗、淫秽、中伤他人、侵犯他人隐私、仇恨或种族、民族或其他令人反感的内容”。 

#### 叽叽喳喳
2017 年 12 月， Twitter开始实施针对仇恨言论的新政策，封禁多个账户，并对平台上允许的内容制定新的指导方针。  Twitter 帮助中心有一整页专门描述其仇恨行为政策及其执行程序。 此页面顶部写道：“如果人们因为害怕发声而被压制，言论自由就毫无意义。我们绝不容忍骚扰、恐吓或利用恐惧压制他人声音的行为。如果您在推特上发现违反这些规则的内容，请向我们举报。” 推特对仇恨言论的定义涵盖了从“暴力威胁”和“希望个人或群体受到身体伤害、死亡或患病”到“反复和/或未经同意的诽谤、辱骂、种族主义和性别歧视的比喻，或其他贬低他人的内容”。
违规处罚包括暂停用户发推文直至其删除攻击性/仇恨性帖子，甚至彻底删除帐户。 Twitter 在实施新政策后的一份声明中表示，“在我们努力采取更积极的行动时，我们可能会犯一些错误，我们正在制定强有力的申诉程序”……我们将在未来几天和几周内评估和迭代这些变化，并将随时向您通报进展情况”。 这些变化正值全球采取行动防止仇恨言论之际，欧洲已出台新法律，对未能在 24 小时内处理仇恨言论报告的网站处以罚款。 

### YouTube
YouTube是科技公司谷歌的子公司，它允许任何内容创作者轻松地分发和访问内容，这为观众创造了接触主流媒体中常见的“温和”意识形态左右摇摆内容的机会。  YouTube为热门内容创作者提供激励，促使一些创作者优化YouTuber体验，发布可能宣扬极端主义和仇恨思想的具有冲击力的内容。   YouTube 的内容多样性和盈利能力将广大受众引向极端分子可能有害的内容。   YouTube 允许创作者打造个人品牌，让年轻订阅者很容易与他们建立准社会关系，并成为“常客”。  2019 年，YouTube 将政治账户非货币化， 但激进的内容创作者仍然拥有自己的频道和订阅者，以维持他们的文化相关性和财务状况。 
YouTube在其网站上制定了多项用户政策，其中明确规定了“仇恨言论政策”。 该政策的措辞如下：“我们鼓励言论自由，并尽力捍卫您表达不受欢迎观点的权利，但我们不允许仇恨言论。仇恨言论是指基于某些属性（例如种族或民族血统、宗教、残疾、性别、年龄、退伍军人身份、性取向/性别认同）宣扬针对个人或群体的暴力或以煽动仇恨为主要目的的内容。”为了抵制日益增长的仇恨言论趋势，YouTube 内置了用户举报系统。 最受欢迎的仇恨言论威慑手段之一是，用户可以匿名举报其他用户发布的他们认为不适当的内容。然后根据 YouTube 政策和年龄限制对内容进行审查，然后删除或保留。

#### Facebook

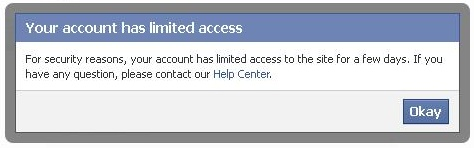
因违反仇恨言论准则而被暂停帐户的用户的 Facebook 消息

Facebook的条款禁止发布有害、威胁或可能煽动仇恨和煽动暴力的内容。 Facebook 在其社区标准中明确指出：“Facebook 会删除仇恨言论，包括基于种族、民族、国籍、宗教信仰、性取向、性别、性别认同，或严重残疾或疾病而直接攻击他人的内容。” 并进一步指出：“我们允许与这些主题相关的幽默、讽刺或社会评论，我们相信，当人们使用真实身份时，分享此类评论时会更加负责任。因此，我们要求主页所有者将其姓名和 Facebook 个人资料与任何不敏感的内容关联起来，即使该内容并未违反我们的政策。与往常一样，我们敦促人们在分享此类内容时注意他们的受众。” 
Instagram是Facebook旗下的照片和视频分享平台，其仇恨言论准则与 Facebook 类似，但没有分级。 Instagram 的社区准则还禁止发布虚假信息、裸体、美化自残内容以及未经授权发布受版权保护的内容。 
Facebook 的仇恨言论政策由 7,500 名内容审查员以及许多人工智能监控员执行。由于这需要做出艰难的决策，内容审查人员对政策的执行产生了争议。一些用户似乎觉得执行情况不一致。一个恰当的过去例子是两篇独立但同样生动的帖子，都希望特定宗教的成员死亡。两条帖子均被用户标记，并由 Facebook 员工审核。然而，尽管它们表达的观点几乎相同，但只有一篇被删除。 Facebook 全球运营副总裁贾斯汀·奥索夫基 (Justin Osofky) 在谈到平台上的仇恨言论时表示：“我们对所犯的错误感到抱歉 —— 它们没有反映出我们想要帮助建立的社区……我们必须做得更好。” 
由于 Facebook仇恨言论政策的特殊性，引发了更多争议。很多时候，有报道称用户感觉状态更新和评论不敏感且充满仇恨。然而，这些帖子从技术上来说并未违反 Facebook 的任何政策，因为根据该公司的受保护群体名单，他们的言论并不攻击他人。例如，“女体育记者就应该被冰球砸到头”这句话在 Facebook 平台上不会被视为仇恨言论，因此不会被删除。 虽然公司保护员工免受基于性别的仇恨，但却无法保护员工免受基于职业的仇恨。
Facebook 被指控在监管仇恨言论时存在偏见，称政治竞选广告可能宣扬仇恨或虚假信息，并且已经对该平台产生了影响。 在受到强烈反对和指责后，Facebook 调整了政策，大型公司也从该平台撤下了广告，以抗议该平台对仇恨言论和虚假信息处理不力。 自 2020 年起，政治竞选广告均具有“标记”功能，用于指出内容具有新闻价值，但可能违反某些社区准则。 
Facebook 还试图迁就那些为了批评而宣传其他仇恨言论内容的用户。在这些情况下，用户需要明确表示他们的意图是教育他人。如果此意图不明确，Facebook 保留审查内容的权利。 当 Facebook 最初标记可能包含仇恨言论的内容时，他们会根据内容的严重性将其指定为 1、2 和 3 级。第 1 级最为严重，第 3 级最为轻微。第 1 级包含任何“暴力言论或支持死亡/疾病/伤害”的内容。 第 2 级则包括在精神上、身体上或道德上诽谤其他用户形象的内容。 第三级包括任何可能排斥或歧视他人，或对受保护群体进行诽谤的言论，但不一定适用于限制移民的论点或对现有移民政策的批评。 
2019 年 3 月，Facebook 禁止发布支持白人民族主义和白人分离主义的内容，延续了此前对白人至上内容的禁令。  2019 年 5 月，美国政府宣布禁止多位知名人士发表仇恨言论，罪名是违反其禁止仇恨言论的规定，其中包括亚历克斯·琼斯、路易斯·法拉坎、米洛·雅诺普洛斯、劳拉·鲁默和保罗·尼伦。 
2020 年，Facebook 为第 1 级添加了指导原则，禁止涂黑脸、将用户与动物进行种族比较、种族或宗教刻板印象、否认历史事件以及物化女性和LGBTQIA+群体。 
2020 年，Facebook 和 Instagram 上的仇恨言论增加了四倍，仅在 2020 年第二季度，Facebook 上就有 2250 万条帖子被删除，Instagram 上就有 330 万条帖子被删除。 
2022 年 10 月， Media Matters发布了一份报告，称 Facebook 和 Instagram 仍在通过使用针对LGBT人群的诽谤性词语“美容师”来投放广告来获利。 文章报道称，Meta 此前已确认使用该词来形容 LGBT 群体违反了其仇恨言论政策。 随后，该报道被《纽约每日新闻》 、 PinkNews和LGBTQ Nation等其他新闻媒体转载。 

#### 微软
微软针对其多种应用程序制定了有关仇恨言论的具体规则。其手机政策禁止“包含任何基于种族、民族、国籍、语言、性别、年龄、残疾、宗教、性取向、退伍军人身份或任何其他社会群体成员身份而鼓吹歧视、仇恨或暴力的内容”的应用程序。 该公司还制定了针对网络游戏的规定，禁止任何暗示“仇恨言论、有争议的宗教话题以及敏感的当前或历史事件”的交流。 

#### TikTok
TikTok缺乏对仇恨言论的明确指导和控制，这使得欺凌、骚扰、宣传和仇恨言论成为TikTok上正常话语的一部分。极右翼仇恨团体和恐怖组织在TikTok上蓬勃发展，向年仅 13 岁的受众传播和鼓励仇恨。 儿童天真无邪，很容易受到其他人和信息的影响，因此他们更有可能倾听并重复他们所看到或听到的内容。 互联网上并没有一个受到严格监控、能够保障儿童安全的空间，因此只要互联网是公共的，儿童和青少年就必然会遇到仇恨言论。 从那时起，青少年就倾向于让好奇心引导他们进一步发展对激进思想的兴趣和研究。 
然而，孩子们不能像成年人那样为自己的行为负责， 他们不仅把责任推给发布粗俗内容的人，还把责任推给社交媒体平台本身。因此， TikTok因其在该平台上处理仇恨言论的方式而受到批评。尽管TikTok在其条款和条件中禁止欺凌、骚扰以及任何粗俗或仇恨言论，但TikTok成立的时间还不够长，尚未开发出有效的方法来监控此类内容。 Instagram 、 Twitter和Facebook等其他社交媒体平台已经活跃了很长时间，知道如何对抗网络仇恨言论和粗俗内容， 但这些平台上的受众年龄也足够大，可以对他们传播的信息负责。 
另一方面， TikTok必须对其分发给年轻受众的内容承担一定责任。 TikTok用户必须年满 13 岁，但该要求可以轻松免除，因为应用程序无法实际访问用户的年龄。研究员罗伯特·马克·辛普森 (Robert Mark Simpson) 得出结论，在针对青少年的媒体上打击仇恨言论“可能更像是管理成人娱乐的法规，而不是禁止否认大屠杀”。 

### 媒体和信息素养
媒体与信息素养旨在帮助人们融入数字社会，通过使用、理解、探究、创造、交流和批判性思考，同时能够有效地获取、组织、分析、评估和创建各种形式的信息。 
公民教育的重点是通过学习权利、自由和责任，使个人成为有见识和负责任的公民，这种教育在摆脱暴力冲突的社会中得到了各种应用。 其主要目标之一是提高个人和团体对政治、社会和文化权利的认识，包括言论自由以及由此产生的责任和社会影响。公民教育对仇恨言论的关注有两方面：它涵盖识别仇恨言论的知识和技能，并应使个人能够抵制仇恨言论。 它当前面临的挑战之一是使其目标和战略适应数字世界，不仅提供辩论知识和技能，还提供公民可能需要用来抵制网络仇恨言论的技术知识和技能。 
信息素养不能回避言论自由权和隐私权、批判性公民权以及促进政治参与赋权等问题。 多种互补的读写能力变得至关重要。新技术和社交媒体的出现在这一转变中发挥了重要作用。个人已经从仅仅是媒体信息的消费者演变为信息的生产者、创造者和管理者，从而产生了与传统参与模式互动的新参与模式，如投票或加入政党。教学策略也在相应地发生变化，从培养对媒体信息的批判性接受到增强媒体内容的创作能力。 
媒体和信息素养的概念本身也在不断发展，并受到互联网动态的影响。它开始关注网络空间的身份、道德和权利等问题。 在识别和回应网络仇恨言论时，其中一些技能尤为重要。
一系列举措旨在为互联网用户提供信息和实用工具，使他们成为积极的数字公民：
- 美国反诽谤联盟（ADL）的《没有仇恨的空间》；
- 曼托瓦省和欧盟委员会的“换句话说”项目；
- 加拿大MediaSmarts的《面对网络仇恨》；
- 欧洲委员会青年部发起的“反仇恨言论运动”，欧洲；

澳大利亚网络仇恨预防研究所的“网络仇恨”。                                                                                                   教育也被视为抵制仇恨言论的工具。 “反仇恨言论运动”的劳拉·杰拉蒂肯定道：“教育是预防网络仇恨言论的关键。有必要提高人们的意识，并鼓励他们以负责任的方式上网；然而，仍然需要法律背景和法律手段来起诉仇恨犯罪，包括网络仇恨言论，否则预防工作就无济于事了。” 